# Miloslav Vlk
Miloslav Vlk (Líšnice-Sepekov, 17 maggio 1932 – Praga, 18 marzo 2017) è stato un cardinale e arcivescovo cattolico ceco.

## Biografia
È nato a Líšnice-Sepekov, in Cecoslovacchia (oggi Repubblica Ceca), il 17 maggio 1932.
Da bambino ha avuto un'infanzia particolarmente dura e difficile. All'età di undici anni si chiese per la prima volta se non volesse diventare sacerdote. Questa prima idea di vocazione gli era venuta perché si sentiva particolarmente interpellato da un manifesto, affisso nella sua parrocchia, che attirava sempre la sua attenzione. Su questo cartello era scritto: «Non vorresti diventare anche tu sacerdote?». Lo diventerà, effettivamente, il 23 giugno 1968; è stato consacrato vescovo il 31 marzo 1990. Il suo percorso di studi, però, non fu semplice. In quegli anni di persecuzione comunista non era possibile intraprendere gli studi teologici, così dal 1952 al 1953 lavorò come operaio nella fabbrica di automobili «Motor Union» di Ceské Budejovice e dal 1953 al 1955 svolse il servizio militare a Karlovy Vary. Nonostante la situazione politica, riuscì a studiare archivistica e si laureò nel 1960.
Successivamente la sua vita sacerdotale non fu facile, giungendo a fare, dal 1978 al 1986, il lavavetri a Praga pur continuando la sua attività pastorale.
Alla caduta del comunismo, nel 1989, poté cominciare la sua attività pastorale alla luce del sole sino alla nomina e successiva consacrazione episcopale.
È stato vescovo di České Budějovice dal 14 febbraio 1990 al 27 marzo 1991, quando è stato nominato arcivescovo di Praga e primate di Boemia.
È stato presidente della Conferenza Episcopale della Repubblica Ceca dal 1992 al 2000, mentre è stato presidente del Consiglio delle Conferenze Episcopali d'Europa dal 1993 al 2001.
Papa Giovanni Paolo II lo ha elevato al rango di cardinale nel concistoro del 26 novembre 1994.
Nel settembre 2009 ha accolto in Repubblica Ceca papa Benedetto XVI in viaggio apostolico.
Il 13 febbraio 2010 Benedetto XVI ha accettato la sua rinuncia al governo pastorale dell'arcidiocesi di Praga per raggiunti limiti d'età.
Il 17 maggio 2012, giorno del suo ottantesimo compleanno, perde il diritto a partecipare al prossimo conclave.
È stato per 18 anni moderatore della comunione tra i vescovi che aderiscono alla spiritualità dell'unità. Il 9 agosto 2012 la presidente del Movimento dei Focolari Maria Voce ha nominato come suo successore mons. Francis Xavier Kriengsak Kovithavanij, arcivescovo di Bangkok.
Malato da tempo di cancro ai polmoni, è morto a Praga il 18 marzo 2017. In seguito ai solenni funerali celebrati dal cardinale Dominik Duka, è stato sepolto il 25 marzo 2017 all'interno della cappella arcivescovile della cattedrale di San Vito.

## Genealogia episcopale e successione apostolica
La genealogia episcopale è:
- Cardinale Scipione Rebiba
- Cardinale Giulio Antonio Santori
- Cardinale Girolamo Bernerio, O.P.
- Arcivescovo Galeazzo Sanvitale
- Cardinale Ludovico Ludovisi
- Cardinale Luigi Caetani
- Cardinale Ulderico Carpegna
- Cardinale Paluzzo Paluzzi Altieri degli Albertoni
- Papa Benedetto XIII
- Papa Benedetto XIV
- Papa Clemente XIII
- Cardinale Marcantonio Colonna
- Cardinale Giacinto Sigismondo Gerdil, B.
- Cardinale Giulio Maria della Somaglia
- Cardinale Carlo Odescalchi, S.I.
- Cardinale Costantino Patrizi Naro
- Cardinale Lucido Maria Parocchi
- Papa Pio X
- Papa Benedetto XV
- Papa Pio XII
- Arcivescovo Saverio Ritter
- Cardinale Josef Beran
- Arcivescovo Josef Karel Matocha
- Cardinale František Tomášek
- Vescovo Antonín Liška, C.SS.R.
- Cardinale Miloslav Vlk

La successione apostolica è:
- Vescovo Jiří Paďour, O.F.M.Cap. (1997)
- Vescovo Václav Malý (1997)
- Vescovo Karel Herbst, S.D.B. (2002)
- Vescovo Pavel Posád (2004)
- Vescovo Jan Baxant (2008)